# 고승완 (야구 선수)
고승완(2001년 3월 15일 ~ )은 KBO 리그 NC 다이노스의 외야수이다.

## NC 다이노스시절
2024년에 입단하였다. 2025년 6월 15일 KIA 타이거즈와의 경기에 출전하며 데뷔 첫 경기를 치렀고, 경기에서 권희동 대주자로 기록하였다.

## 출신 학교
- 광주대성초등학교
- 무등중학교
- 광주동성고등학교
- 연세대학교